# 115e bataillon de chasseurs alpins
 (novembre 2020).
Le 115e bataillon de chasseurs alpins (115e BCA) est une unité de réserve des chasseurs alpins, qui a combattu pendant la Première Guerre mondiale.

## Création et différentes dénominations
- 10 mars 1915 : formation du 115e bataillon alpins de chasseurs à pied près de Nîmes
- 1916 : les bataillons alpins de chasseurs à pied sont renommés bataillons de chasseurs alpins
- 31 mars 1919 : Dissolution

## Historique

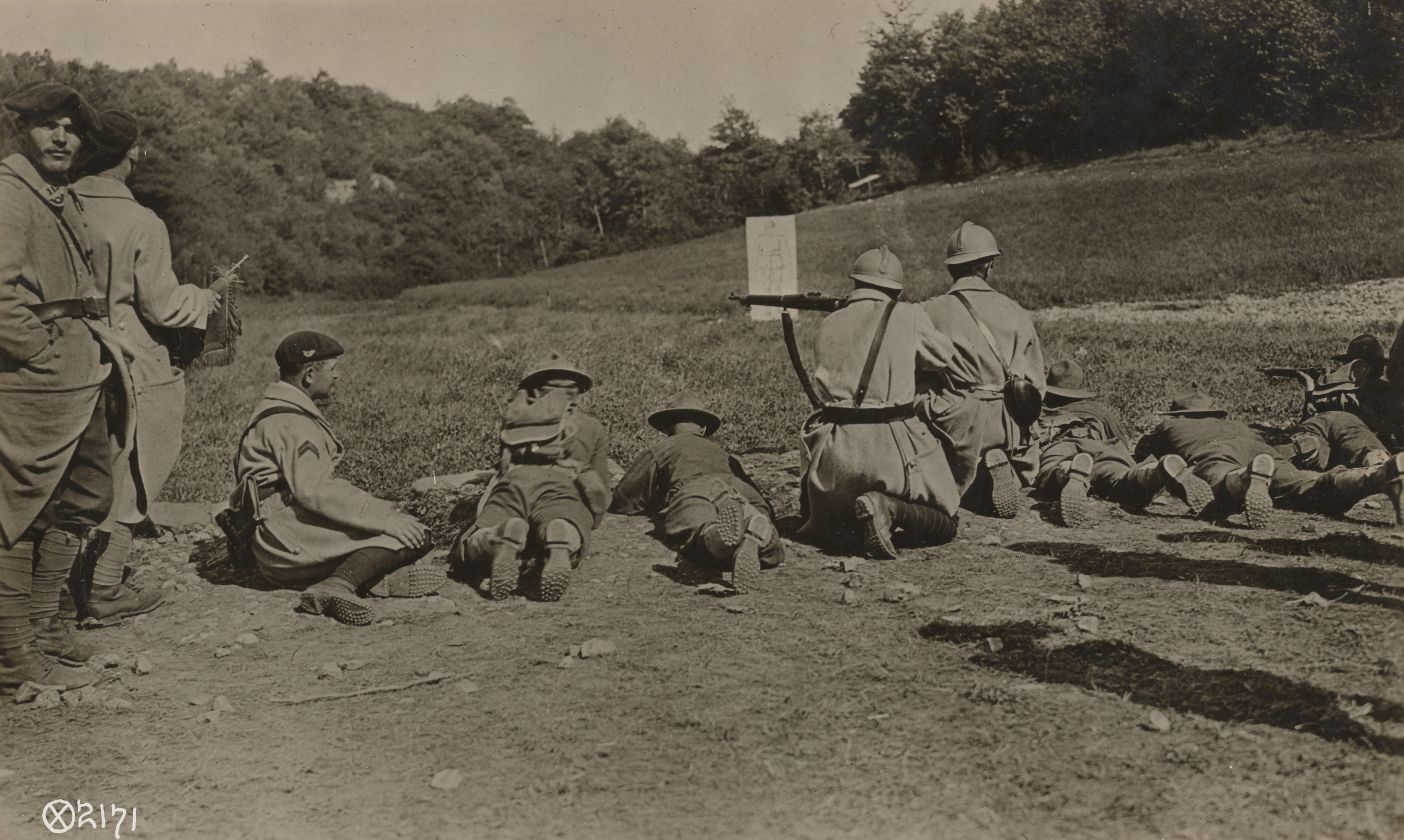
Chasseurs du BCA instruisant des Marines américains (5e régiment) en 1917.

Le bataillon est formé le 10 mars 1915, au Camp des Garrigues (Nîmes), à partir de 6 compagnies provenant des dépôts des 6e, 7e, 12e, 23e, 24e et 27e bataillons de chasseurs.

### Rattachement
- 306e brigade de la 153e division d'infanterie en avril 1915
- 5e brigade de chasseurs de la 129e division d'infanterie de juin à août 1915
- 4e brigade de chasseurs
  - 47e division d'infanterie d'août 1915 à mai 1916
  - 66e division d'infanterie de mai à novembre 1916
- 6e groupe de chasseurs de la 47e division d'infanterie de novembre 1916 à novembre 1918

### 1915
- Alsace : Sattel, Bonhomme, Schratzmaennele, Reichacker

### 1916
- Alsace : Braunkopf, Hilsenfirst, Hartmann
- Somme

### 1917
- Celle-sur-Plaine
- Haute Alsace.
- Chemin des Dames : Chevreux, Corbeny
- Champagne : Tahure
- Italie : Monte Fenera

### 1918
- Italie : col del Roso
- Ourcq : Monnes, Rassy, Bois Manuet, Latilly
- Picardie : Bracquemont, Roye
- Ligne Hindenburg : Ferme de Bellecourt
- Bataille de Guise
- Il est dissout le 31 mars 1919[2].

## Chefs de corps
- 10 mars – 29 juillet 1915 : chef de bataillon Mayer (évacué sur blessure)[3]
- 29 juillet – 7 août 1915 : capitaine Bélime (tué au combat)[4]
- 7 – 10 août : lieutenant Capelle[4]
- 10 août 1915- 8 avril 1916 : chef de bataillon Manicacci[4]
- 8 avril 1916 – 8 octobre 1918 : chef de bataillon Touchon (évacué sur blessure)[2]
- 8 – 13 octobre 1918 : capitaine adjudant major Marteau[4]
- 14 octobre 1918 – 4 mars 1919[réf. nécessaire] : chef de bataillon de Varax[4]
- 4 – 31 mars 1919 (dissolution) : capitaine adjudant major Marteau[réf. nécessaire]

## Décorations du fanion du bataillon
Comme tous les autres bataillons de chasseurs ou groupes de chasseurs, il ne dispose pas de son propre drapeau. (Voir le Drapeau des chasseurs)
Le bataillon reçoit la fourragère aux couleurs du ruban de la Médaille militaire le 27 novembre 1918, remise par le Général Maistre le 14 janvier 1919. Le bataillon ne dispose pas de drapeau, les bataillons de chasseurs ayant tous un unique drapeau des chasseurs, mais son fanion est décoré la Croix de guerre 1914-1918 avec quatre palmes, une étoile de vermeil, une étoile d'argent, correspondant à quatre citations à l'ordre de l'armée, une citation à l'ordre du corps d'armée et une citation à l'ordre de la division.

### Texte des citations
« Sous le commandement du Chef de bataillon Touchon, a, au cours des attaques du 3 au 6 septembre et du 2 octobre 1916, malgré des pertes très élevées en officiers et Chasseurs, donné l’exemple d’une ténacité et d’un esprit de sacrifice remarquables, atteint et maintenu les objectifs qui lui avaient été assignés, fait 190 prisonniers et pris 6 mitrailleuses. »

— Ordre no 44 de la 4e brigade, du 14 novembre 1916

« Sous les ordres du commandant Touchon, a organisé son secteur, dans des conditions très difficiles, et réussi contre son adversaire deux coups de main très audacieux, puis le 30 décembre 1917, s'est porté à l’assaut des positions ennemies sur un front de 900 mètres, malgré les pentes très raides du terrain a atteint du premier coup tous ses objectifs, faisant à l’ennemi 500 prisonniers, lui prenant 3 canons, 2 mortiers et 28 mitrailleuses, ainsi qu’un matériel important. »

— Ordre no 325 de la 10e armée, du 18 janvier 1918

« Le 115e bataillon, sous le commandement du Chef de bataillon Touchon, après avoir, les 8, 29 et 30 juin 1918, refoulé les lignes ennemies à plus d’un kilomètre, a pris part à la bataille dernière d’une façon particulièrement brillante ; a lutté d’abord sans arrêt les 18, 19 et 20 juillet pour s’emparer de quatre bois et d’un village, a forcé l’adversaire à abandonner sur place de nombreuses mitrailleuses ainsi que d’importants dépôts de munitions, a repris le combat trois jours après et s’est emparé d’une grosse localité et de ses abords, défendus par des mitrailleuses et des canons qui sont restés entre nos mains. »

— Ordre no 627 de la 6e armée, du 4 septembre 1918

« Le 115e bataillon de Chasseurs, sous les ordres du commandant Touchon, a, pendant les journées du 18 au 27 août, fait preuve d’un entrain et d'un mordant remarquable, attaquant et contre-attaquant l’ennemi à plusieurs reprises, menaçant d’encerclement les troupes ennemies qui défendaient la ville de Roye et amenant la retraite de ces troupes à la suite desquelles le 27 août, il pénétrait le premier dans les faubourgs Nord de la ville. »

— Ordre no 319 du 3e corps d'armée, 25 octobre 1918

« Le 115e bataillon de Chasseurs (commandant Touchon) engagé du 30 septembre au 8 octobre 1918, dans un combat de rupture, contre les positions puissamment organisées de la Ligne Hindenburg, a mené sans arrêt ses attaques, en progressant d’une façon continue, sans laisser un moment de répit à l'adversaire, malgré sa résistance acharnée.
Grâce à la souplesse de ses manœuvres, à la bravoure de ses troupes et à leur esprit de sacrifice, est venu à bout des résistances les plus opiniâtres et a pu enlever de haute lutte, le 8 octobre, une ferme solidement organisée, rompant enfin la ligne ennemie.
A fait, au cours de ces attaques 833 prisonniers valides, dont 30 officiers, a pris 5 canons, 14 minenwerfers, 180 mitrailleuses et une grande quantité de matériel. »

— Ordre no 171 de la 1re armée, du 15 novembre 1918

« Le 115e bataillon de Chasseurs, sous les ordres du commandant de Varax, troupe remarquablement entraînée, connue pour son énergie et son allant. Avec l’aide de chars d’assaut, a enlevé le 26 octobre 1918, la partie Nord du village de Pleine-Selve solidementdéfendu, y a fait 150 prisonniers, pris des mitrailleuses, a poussé son attaque vers le Nord sur 4 kilomètres le jour même.
Le lendemain 27, a repris le mouvement en avant, bousculant la résistance ennemie pendant 5 kilomètres.
Le 4 novembre, a pris part, en tête, à la poursuite pendant 21 kilomètres, précédant toujours de plusieurs heures, les éléments de la Division voisine. »

— Ordre no 201 de la 1re armée, du 8 décembre 1918